# Бакс Лејк (Калифорнија)
Бакс Лејк (енгл. Bucks Lake) насељено је место без административног статуса у америчкој савезној држави Калифорнија.

## Демографија
По попису из 2010. године број становника је 10, што је 7 (-41,2%) становника мање него 2000. године.
| Група             | 2000.       | 2010.     |
| Белци             | 17 (100,0%) | 7 (70,0%) |
| Афроамериканци    | 0 (0,0%)    | 0 (0,0%)  |
| Азијати           | 0 (0,0%)    | 1 (10,0%) |
| Хиспаноамериканци | 0 (0,0%)    | 3 (30,0%) |
| Укупно            | 17          | 10        |